# Бени-Валид
Бе́ни-Вали́д (араб. بني وليد‎, уст. транск. Бени-Улид) — город в Ливии, муниципалитет Мисурата. До 2007 года был столицей ныне упразднённого муниципалитета Бени-Валид. Административно разделён на две части — Дахра и Зайтуна. Расположен по обе стороны вади Мердум. В городе расположен кампус университета Мисураты. Город является центром племени варфалла.

## Война в Ливии

### Война 2011 года
Во время гражданской войны активные боевые действия между сторонниками Каддафи и повстанцами начались под Бени-Валидом в конце августа после падения Триполи. К октябрю Бени-Валид оставался одним из немногих городов, контролируемых войсками Джамахирии, но 17 октября сторонники Переходного национального совета полностью заняли город.

### Возобновление столкновений
В январе 2012 года в городе было поднято восстание против центральных ливийских властей. Одни источники, как например Reuters, указывали на племенной характер сопротивления в городе. Другие источники, например Аль-Джазира, связывали восстание с каддафистами.
Очередной этап боёв за город развернулся в октябре 2012 года. В ходе боевых действий была разрушена мечеть в районе Дахра.